# Pacov (nádraží)
Pacov je železniční stanice v jihovýchodní části města Pacov v okrese Pelhřimov v Kraji Vysočina nedaleko Kejtovského potoka. Leží na neelektrizované jednokolejné trati Tábor – Horní Cerekev.

## Historie
Stanice byla vybudována společností Českomoravská transverzální dráha (BMTB), jež usilovala o dostavbu traťového koridoru propojujícího již existující železnice v ose od západních Čech po Trenčianskou Teplou. První vlak zde projel 1. října 1888, 17. prosince byl zahájen pravidelný provoz v úseku z Tábora do Horní Cerekve. Vzhled budovy byl vytvořen dle typizovaného architektonického vzoru shodného pro všechna nádraží v majetku BMTB. V areálu nádraží bylo vystavěno též nákladové nádraží či bytové domy pro drážní zaměstnance.[zdroj?]
Českomoravská transverzální dráha byla roku 1918 začleněna do sítě ČSD.
Od roku 2006 je stanice dálkově ovládána z Pelhřimova, z nádraží tedy zmizel výpravčí. Poté se zrušila i pokladna na prodej jízdenek, a jako poslední bylo kvůli vandalům zrušeno veřejné WC. Od té doby je nádražní budova prázdná a chátrá.
V roce 2017 nádraží začala spravovat Správa železniční dopravní cesty, která provedla drobné úpravy a opravy.[zdroj?] Rekonstrukce celého nádraží je naplánovaná na roky 2024 až 2026.[zdroj?]

## Popis
Nacházejí se zde dvě vnitřní nekrytá jednostranná nástupiště, k příchodu k vlakům slouží přechod přes koleje.

## Kontroverze
V roce 2016 vyhrálo nádraží v anketě nejostudnějších staveb Vysočiny, a bylo označeno za ostudu Vysočiny, to z důvodu že majitel nádraží České dráhy se po roce 2006 (kdy bylo zavedeno dálkové ovládání) přestaly o objekty starat.[zdroj?]
Nádražní budova není nijak památkově chráněná, což znamená že se při rekonstrukci nebude na historické prvky brát ohled a budou odstraněny. Boční trakt s verandou (původní lité podpůrné sloupy z roku 1888 od železáren Blansko) s bývalými záchodky bude demolována, spolu se stavědlem z roku 1925. Původní dlažba z roku 1888 od Rakovnických keramických závodů bude zničena. Původní nárožní bosáž bude zničena a nahrazena zcela novou betonovou atrapou. Původní fasáda z režných červených cihel bude sice očištěna ale opatřena novou pískovou fasádou se zcela nepůvodní fasádní barvou.